# Tiksi (zatoka)
Tiksi (ros. Бухта Тикси) – zamarzająca zatoka Morza Łaptiewów o długości 21 km, szerokości 17 km (przy wejściu) i głębokości 2-11 metrów. Stanowi północno-zachodnią część większej zatoki Guba Buor-Chaja. W środkowej części leży wyspa Brusniewa. Na zachodnim brzegu zatoki leży port Tiksi.
Wysokość pływów na zatoce wynosi około 30 cm. Zamarza od października do lipca.